# Svatý Štěpán (Brumov-Bylnice)
Svatý Štěpán (moravsky Ščepán) je malá vesnice, patřící pod město Brumov-Bylnice. Nachází se v údolí řeky Vláry asi 3 km od Vlárského průsmyku, hranice se Slovenskem. Nadmořská výška: 325 m n. m. K 1. 1. 2000 měl Svatý Štěpán 390 obyvatel.
Nachází se zde kaple sv. Jana Nepomuckého postavená po roce 1815. Uvnitř socha sv. Jana Nepomuckého a zvonek s reliéfem Madony s dítětem z roku 1863.

## Historie
Osada Svatý Štěpán vznikla jako dělnická kolonie po roce 1815, kdy majitel Brumovského panství, hrabě Štěpán Illesházy (syn Jana Illesházyho, zakladatele Sidonie) zde založil sklářskou huť, kterou pojmenoval Svatý Štěpán. Osada tehdy čítala 146 obyvatel. Majitel panství jiť postupně pronajímal několika nájemcům. S rozvojem sklářské výroby se rozrůstala i osada. V roce 1880 měla již kolem 30 domů, v nichž  bydlelo celkem  již 332 osob. V roce 1935 vyhlásil nájemce Vincenc Schreiber na huť konkurs, v roce 1936 byla výroba v huti důsledkem hospodářské krize zastavena a domy v osadě byly rozprodány jejich nájemcům. Od roku 1947 je v areálu bývalé sklárny dřevozpracující výroba. K 1. lednu 1954 se obec osamostatnila od Bylnice, v roce 1976 se připojila zpět k Brumovu-Bylnici.